# Gilvan Maximo
Gilvan Maximo (Rubiataba, 10 de maio de 1969) é um político brasileiro, filiado ao Republicanos. Exerceu o cargo de deputado federal pelo Distrito Federal de 2023 a 2025.
Anteriormente, foi secretário extraordinário para o entorno de Brasília no governo de Goiás, de 2011 a 2014, e secretário de Ciência e Tecnologia do Distrito Federal, de 2019 a 2022.

## Biografia
Gilvan Maximo começou sua carreira política sendo nomeado pelo então governador de Goiás, Marconi Perillo (PSDB), como Secretário Extraordinário para o Entorno de Brasília, onde ficou até 2014 e se candidatou pela primeira vez, desta vez ao cargo de Deputado Federal, atingindo a votação de 58 466 (2,07%) e não sendo eleito.
Após a eleição de Ibaneis Rocha (MDB) como governador do Distrito Federal em 2018, foi nomeado secretário de Ciência e Tecnologia do Distrito Federal, cargo que exerceu até abril de 2022, quando foi exonerado para concorrer às eleições de 2022 para deputado federal. Foi eleito com 20 923 votos.

### Cassação de mandato pela Mesa Diretora da Câmara dos Deputados
Em 30 de julho de 2025, Gilvan teve seu mandato cassado pela Mesa Diretora da Câmara dos Deputados, junto com outros seis parlamentares de outros estados, sendo eles: Silvia Waiãpi (PL-AP), Augusto Pupio (MDB-AP), Lázaro Botelho (PP-TO), Lebrão (UNIÃO-RO), Professora Goreth (PDT-AP) e Sonize Barbosa (PL-AP). A decisão foi motivada por uma mudança de entendimento do Supremo Tribunal Federal (STF) sobre as regras de distribuição das chamadas "sobras eleitorais". O STF formou maioria para invalidar a regra conhecida como “80/20”, que estabelecia que apenas partidos que atingissem ao menos 80% do quociente eleitoral, e candidatos com pelo menos 20% desse quociente, teriam direito à disputa pelas vagas remanescentes na eleição proporcional.
A própria Câmara dos Deputados tentou apresentar um recurso ao STF para impedir a mudança nas cadeiras dos parlamentares, mas o recurso acabou sendo rejeitado pelo colegiado da corte. Com a invalidação dessa regra, foi feita uma recontagem na totalização dos votos dos deputados pela Justiça Eleitoral no início de junho de 2025.

## Desempenho eleitoral
| Ano  | Interpretação | Eleição                       | Partido      | Candidato a      | Votos  | %     | Resultado  | Ref        |
| ---- | ------------- | ----------------------------- | ------------ | ---------------- | ------ | ----- | ---------- | ---------- |
| 2022 | Até 2025      | Distrital no Distrito Federal | Republicanos | Deputado federal | 20 923 | 1,30% | Eleito     | [ 10 ]     |
| 2022 | Após 2025     | Distrital no Distrito Federal | Republicanos | Deputado federal | 20 923 | 1,30% | Não Eleito | [ nota 1 ] |